# Product Sans
Product Sans是一款由Google建立并作商標用途的幾何无衬线体字体，並在2015年9月1日取代了Google的旧版商標字體。由於Google的標示使用範圍的擴大，其公司開始设法改造商標效果以便在有限的空間中進行绘制，並使其在不同平臺上都能保持一致。
Google Sans则是Product Sans的一个針對特定大小最佳化版本，並在Google一款定制版的质感设计Google Material Theme上用作显示字型。

## 設計
設計團隊希望保留先前商標簡單易用的樣式，但同時加入幾何形状。Product Sans的視覺與Futura類似，而兩者最大区别在于前者采用了雙層設計的“a”以同其他字母的圆润外形形成对比。
Product Sans的筆畫末端多为約45度，末端切割线与笔画切线相垂直其幾何形狀也采用了一些视觉校正，以提升易读性。大寫字母“G”的圓形向中心略微拉近到接近橫槓的位置。“6”、“8”與“9”的中空部分則幾乎是正圓形。

## 用途
目前的Google商標是以Product Sans為基礎。相较于原版Product Sans字體，商標中的部份字元有轻微变动，最明顯的是對“e”進行了傾斜。商標字體與Product Sans間的区别可以協助區分「Google」字樣是作為商標使用還是產品名稱。Product Sans主要用於Google多種服務的標誌，如地圖、雲端硬碟、新聞、地球等。這款字型也在展示Google的產品的“Made by Google”網站上以及某些版本的Android上使用。

## 外部連結
- Google的Product Sans樣品（页面存档备份，存于）
- Product Sans展示（所有字重與大小）（页面存档备份，存于）